# Suus
"Suus" är en låt framförd av den kosovoalbanska sångerskan Rona Nishliu. Med låten representerade Nishliu Albanien vid Eurovision Song Contest 2012 i Baku, Azerbajdzjan. Låten är skriven av Nishliu själv och är komponerad av Florent Boshnjaku. Bidraget framfördes den 22 maj i den första semifinalen och slutade där tvåa med 146 poäng, Albaniens hittills bästa resultat i en semifinal. Bidraget framfördes som nummer fem i ordningen. Det tog sig vidare till finalen som hölls den 26 maj och fick i den exakt samma poäng som i semifinalen vilket räckte till en femteplats, Albaniens bästa resultat. Dess titel är på latin medan texten är på albanska.
Nishliu vann med låten dels Festivali i Këngës 50 och dels ett pris för bästa framträdande.
I en intervju i februari 2012 meddelade Nishliu att låten kom att kortas ned till omkring 3 minuter för att anpassas efter EBU:s regler. I samma intervju meddelade hon att låten skulle framföras på albanska i tävlingen, vilket skede för första gången sedan år 2008. Inför tävlingen åkte Nishliu med låtens upphovsmän till New York för att spela in den nya versionen av låten. Den slutgiltiga versionen offentliggjordes den 17 mars 2012.

## Versioner
1. "Suus" – 3:04[9]
2. "Suus" (karaokeversion) – 3:04[10]
3. "Suus" (engelsk jazzversion) – 3:10